# كارلتون وينسلو
كارلتون وينسلو (بالإنجليزية: Carleton Winslow)‏ هو مهندس معماري أمريكي، ولد في 27 ديسمبر 1876 في داماريسكوتا في الولايات المتحدة، وتوفي في 16 أكتوبر 1946.